# 小原新三

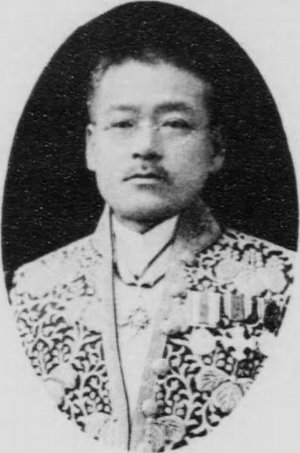
小原新三

小原 新三（おはら しんぞう、1873年（明治6年）3月13日 - 1953年（昭和28年）6月27日）は、日本の内務・朝鮮総督府官僚。官選県知事、錦鶏間祗候。俳号・烏兎（うと）。

## 経歴
東京府出身。新潟県庶務課長を務めた小原実の長男として生まれる。第一高等学校を卒業。1897年、東京帝国大学法科大学政治学科を卒業。同年12月、文官高等試験行政科試験に合格。貴族院事務局に入局した。
1898年、貴族院事務局書記官兼内務省参事官に就任。以後、青森県事務官、奈良県内務部長を歴任。1910年10月、朝鮮総督府に転じ内務部地方局長に就任。さらに、忠清南道長官を経て、1916年10月、総督府農商工部長官となる。
1920年2月、和歌山県知事に就任。不況下での緊縮予算の編成を実施。財政難のなか、1923年の郡制廃止に伴い郡立施設の県立への移管を進めたが、県吏員の人員整理や消耗品等の減額を余儀なくされた。1923年6月、新潟県知事に転任。1925年10月18日、知事を依願免本官となり退官した。
その後、松江市に隠棲したが、1931年、愛国婦人会事務総長に就任し1942年まで在任した。1932年9月27日、錦鶏間祗候を仰せ付けられた。

## 栄典
位階
- 1910年（明治43年）12月20日 - 正五位[6]

勲章等
- 1940年（昭和15年）8月15日 - 紀元二千六百年祝典記念章[7]

## 著作
- 述『行政法 各論之部』東京法学院32年度第3年級講義録、東京法学院 、1899年。
- 述『汎論行政法』日本法律学校33年度第3部法学講義、日本法律学校、1900年。
- 『日本衛生行政法要義』日本警察講習会、1901年。
- 『国法学要義』水野書店、1901年。
- 『行政法汎論』帝国百科全書;第87編、博文館、1902年。
- 『行政法各論』帝国百科全書;第91編、博文館、1902年。
- 口述『帝国議会府県会郡会市町村会議員必携』博文館、1903年。
- 『衛生行政法釈義』金港堂、1904年。
- 『中等教育法制教科書』日本大学、1906年。
- 『日本警察法汎論』清水書店、1909年。
- 『地方議会の道義化及地方自治』大阪屋号書店、1926年。
- 『小原実翁と同喜美刀自:附 榊原直子刀自の追懐』小原新三、1926年。